# میکائیل چالیان
میکائل مؤسسی چالیان (ارمنی: Միքայել Մովսեսի Չալյան؛ انگلیسی: Miqayel Chalyan؛ زادهٔ ۱۸۸۸ - درگذشته ۱۹۵۸) سیاستمدار اهل ارمنستان بود که از تاریخ مه ۱۹۳۰ تا تاریخ دسامبر ۱۹۳۰ سمت وزارت کشاورزی ارمنستان را برعهده داشت. وی پیشتر از تاریخ ۲ آوریل ۱۹۲۹ تا تاریخ ۱۱ مه ۱۹۳۰ سمت وزیر دارایی ارمنستان شوروی را برعهده داشت.

## زندگی‌نامه
در ۱۸۸۸ در باکو به دنیا آمد. وی در ۱۹۵۸ در سن ۷۰ سالگی درگذشت.